# Günter Hermann
Günter Hermann (ur. 5 grudnia 1960 w Rehburgu) – piłkarz niemiecki grający na pozycji pomocnika.

## Kariera klubowa
Karierę piłkarską Hermann rozpoczął w amatorskim klubie RSV Rehburg. Występował także w FC Stadthagen, a w 1982 roku stał się zawodnikiem Werderu Brema. 11 grudnia tamtego roku zadebiutował w Bundeslidze w wygranym 2:1 wyjazdowym spotkaniu z VfL Bochum. Przez pierwsze dwa sezony rozegrał tylko dwa spotkania w lidze, ale już od sezonu 1984/1985 był podstawowym zawodnikiem Werderu. Zarówno w 1985, jak i 1986 roku został z Werderem wicemistrzem RFN, a kolejny sukces osiągnął w 1988 roku, gdy po raz pierwszy wywalczył mistrzostwo kraju. W 1989 i 1990 roku dochodził z Werderem do finału Pucharu RFN, jednak klub z Bremy przegrywał kolejno z Borussią Dortmund (1:4) i z 1. FC Kaiserslautern (2:3). Jednak w 1991 roku zdobył ten puchar, dzięki zwycięstwu z 1. FC Köln po serii rzutów karnych. W 1992 roku dotarł z Werderem do finału Pucharu Zdobywców Pucharów, w którym Niemcy pokonali 2:0 AS Monaco, jednak Hermann nie wystąpił w tym spotkaniu. Natomiast w sezonie 1992/1993 osiągnął swój ostatni sukces z zespołem z Weserstadion, gdy po raz drugi został mistrzem Bundesligi. W barwach Werderu rozegrał łącznie 231 ligowych meczów i zdobył 8 bramek.
Pod koniec 1992 roku Hermann przeszedł z Werderu do SG Wattenscheid 09. W zespole z Bochum po raz pierwszy wystąpił 5 grudnia w meczu z Karlsruher SC. W Wattenscheid grał przez rok i w 1994 roku był już piłkarzem drugoligowego Hannoveru. Po sezonie 1995/1996, gdy nie był już podstawowym zawodnikiem, zdecydował się zakończyć karierę.

## Kariera reprezentacyjna
W reprezentacji RFN Hermann zadebiutował 21 września 1988 roku za kadencji selekcjonera Franza Beckenbauera w wygranym 1:0 towarzyskim spotkaniu ze Związkiem Radzieckim. W 1990 roku wystąpił w reprezentacji po raz drugi i ostatni - w maju w sparingu z Danią (1:0). W czerwcu był w kadrze RFN na Mistrzostwa Świata we Włoszech, jednak na tym turnieju nie zagrał ani minuty, ale został mistrzem świata.